# Brännöarna
Brännöarna eller Elfvarskier, är namnet på cirka 70 öar i Göteborgs södra skärgård. Området sträcker sig mellan Kalvholmen i söder till Risö i norr. Namnet förekommer först i de isländska sagorna.
I många beskrivningar under 800- och 900-talen återkommer marknaderna på Brenneyjar, alltså i pluralis som en beteckning för hela ögruppen. Braennö påträffas för första gången i Kung Valdemars jordebok från 1200-talet.

## Ingående öar
1. Aelousön/Sillfarsholmen
2. Asperö
3. Aveskären
4. Brustholmen
5. Bräkeskär
6. Brännö
7. Buskär
8. Byrknalten/Bjurknalten
9. Böttö
10. Danska Liljan
11. Donsö
12. Donso Svartskär
13. Dyra Tiden
14. Franholmen
15. Förö, Stora
16. Galleskär
17. Galterö/Galtö
18. Gulldisken
19. Gäveskär
20. Hulkebåden
21. Kalvholmen
22. Klåveskär/Klövskär
23. Klätten
24. Knarrholmen
25. Knipan/Knipegubben
26. Koholmen
27. Kungsö
28. Kvällshatten
29. Kårholmen
30. Källö, Stora
31. Känsö, Stora
32. Känsö sund
33. Köpstadsö/Kössö
34. Köttstycket
35. Lyngskären
36. Länsmanskan
37. Mosskullen, Stora
38. Museskär
39. Måvholmen
40. Petters både
41. Risö
42. Rivö
43. Rättarens fyr
44. Rävholmen, Stora och Lilla
45. Rävsund
46. Rönnskär
47. Sjumansholmen/Sjömansholmen
48. Snobbrännan
49. Snultebåden
50. Stenskär, Stora
51. Styrsö
52. Styrsö Bratten
53. Styrsö Tången
54. Stämmesund
55. Svartskärsgrund
56. Tistlarna, Yttre
57. Torholmen
58. Tornö
59. Trubaduren
60. Trapporna
61. Tvelingeskären
62. Valö/Varö
63. Vanguardsgrund
64. Vargö/Wargö
65. Vargö håla
66. Vinga
67. Vinga Sand
68. Vrångö
69. Vällingebratten
70. Ärskären